# Aristolochia acutifolia
Aristolochia acutifolia är en piprankeväxtart som beskrevs av Pierre Étienne Simon Duchartre. Aristolochia acutifolia ingår i släktet piprankor, och familjen piprankeväxter. Inga underarter finns listade i Catalogue of Life.